# Daniel Caffé
Daniel Caffé né le 21 juillet 1750 ou 1756 et mort le 16 janvier 1815 est un peintre prussien.

## Biographie
Daniel Caffé est né à Küstrin et commence sa carrière comme peintre de décorations architecturales. Il voyage à Dresde où il s'installe comme artiste peintre de portraits. Il accède ainsi à l'École supérieure des beaux-arts de Dresde. Il est influencé en particulier par le style néo-classique de Anton Raphael Mengs. Après dix ans passés à Dresde, il se rend à Leipzig. Il obtient le soutien de russes tels que le prince Beloselski ou l'amiral Fyodor Grigoryevich Orloff.
Il meurt le 16 janvier 1815 à Leipzig.

Œuvres de Daniel Caffé
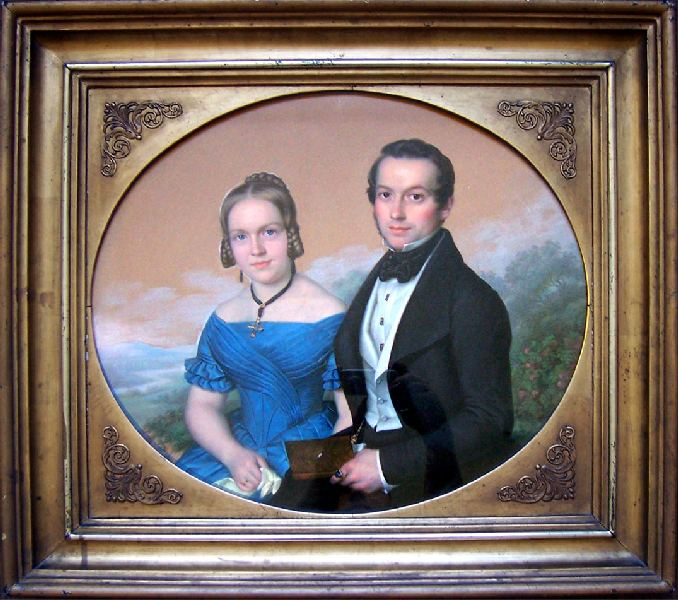
Johann Gottfried Stallbaum et sa femme, vers 1810, musée des Beaux-Arts de Leipzig.
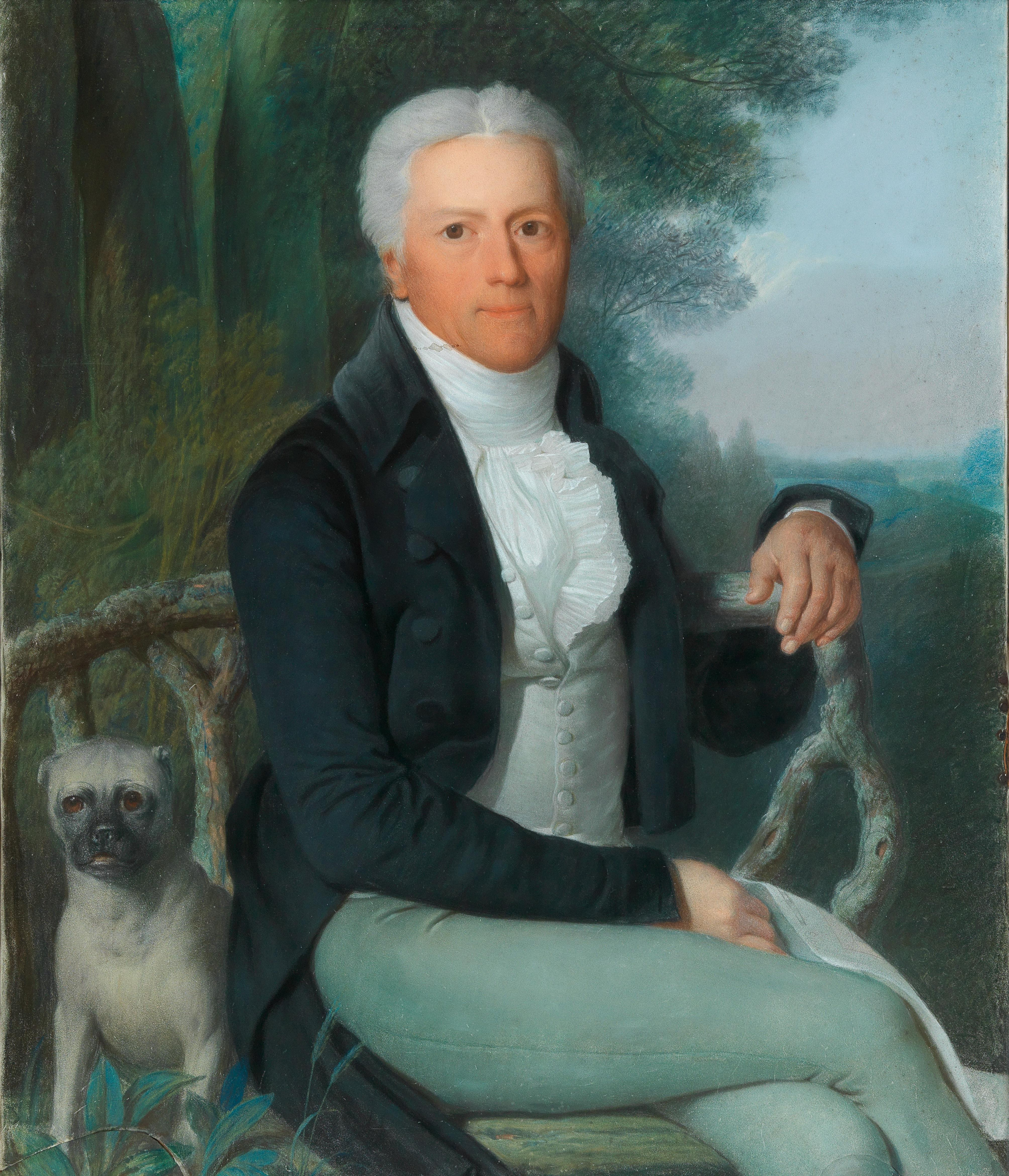
Portrait de l'homme d'État prussien, le prince Karl August von Hardenberg, localisation inconnue.
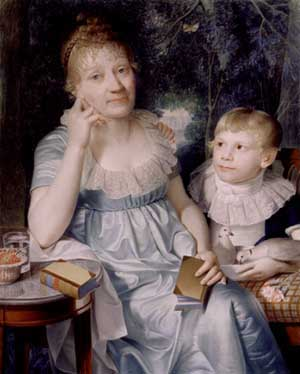
Benedikte Naubert et son fils adoptif, musée des Beaux-Arts de Leipzig.